# César et Cléopâtre (pièce de théâtre)
 (janvier 2019).
Si vous disposez d'ouvrages ou d'articles de référence ou si vous connaissez des sites web de qualité traitant du thème abordé ici, merci de compléter l'article en donnant les références utiles à sa vérifiabilité et en les liant à la section « Notes et références ».
Pour les articles homonymes, voir César et Cléopâtre.
César et Cléopâtre est une pièce de théâtre en trois actes et neuf tableaux, écrite en 1898 par le dramaturge irlandais George Bernard Shaw (1856-1950).

## Présentation
Bernard Shaw, qui est sans doute l’un des plus grands dramaturges de langue anglaise après Shakespeare, est assez peu connu en France de nos jours, au XXIe siècle ; il était plus connu dans les années trente ou même cinquante, au XXe siècle.
La pièce a été publiée pour la première fois dans la collection Trois pièces pour puritains de G. B. Shaw en 1901, avec Le Disciple du Diable (1896) où est abordé le problème religieux et La Conversion du Capitaine Brassbound (1899).
Afin de garantir le droit d'auteur, la pièce a été jouée pour la première fois lors d'une simple lecture théâtralisée dans la ville britannique de Newcastle upon Tyne le 15 mars 1899. Puis, la pièce a été produite à New York en 1906 et à Londres, dans la Cité de Westminster, au Savoy Theatre en 1907.
À Paris, dans une version française d’Henriette et Augustin Hamon, la pièce a été créée au théâtre des Arts, le 18 décembre 1928 dans une mise en scène et décors de Georges Pitoëff, avec Ludmilla Pitoëff dans le rôle de Cléopâtre, Georges Pitoëff dans le rôle de César, ainsi que Jean d'Yd (le Dieu Ra), Henry Gaultier (Britannus), Léon Larive (Pothinus), Alfred Penay (Belzanor), Jean Hort (le Perse) et autres.
La pièce, qui décrit la relation entre Jules César et Cléopâtre, donne une image inattendue du célèbre couple sous la forme d’un récit de fiction dans lequel éclatent le comique verbal de G. B. Shaw, et son traitement irrévérencieux de l’histoire. César est une sorte de mentor ironique pour la jeune et naïve Cléopâtre. George Bernard Shaw, à sa manière, dans son style si décalé, fait du tout-puissant consul romain à la fois, un héros selon son cœur, un homme d’État, un sage plein d’humour et un chef dépourvu de toute émotion romantique. Simultanément, il explore les possibilités du drame historique en offrant un traitement spirituel et anachronique de l’histoire particulièrement amusant. C’est une comédie dans laquelle les problèmes politiques de César sont ceux de tout général-stratège et politicien du moment. L’auteur introduit des personnages comiques, comme Britannus qui a tous les défauts des Anglais contemporains de son époque.
Source : Bernard Shaw Dramaturge de Jean-Claude Amalric – Presses universitaires de Caen
Comme il l'écrit à Hesketh Pearson (en), c'est le souvenir de la peinture de Merson, Le Repos pendant la fuite en Égypte, qui inspire George Bernard Shaw lorsqu'il imagine la scène où, pour la première fois, César rencontre Cléopâtre, qu'il substitue à la Vierge entre les pattes du sphinx.

## Argument
Alors que les romains envahissent l’Égypte, Jules César découvre une jeune princesse cachée à proximité du Sphinx. Il s’agit de la ravissante Cléopâtre. Impressionné par son charme et son caractère, le redoutable conquérant est déterminé à faire d’elle une véritable reine.

## Résumé de la pièce
En Égypte, sur la frontière de Syrie, en l’an 706 de l’ère romaine et l’an 48 avant J.-C. de l’ère chrétienne, à l’entrée du temple de Râ (Rê), à Memphis, la statue de Râ, le dieu égyptien, s’adresse au public pour lui dire que les Romains avaient longtemps hésité entre la Nouvelle Rome représentée par Jules César, alors consul de la ville éternelle, et la vieille Rome avec à sa tête le grand Pompée, général des armées et époux d’une fille de César. Si ce dernier avait tout contre lui, il avait les dieux avec lui. Et sur le champ de bataille de Pharsale, en Grèce, c’est César qui triompha, avec pourtant des troupes très inférieures en nombre, prenant un avantage décisif sur le camp adverse. Poursuivant son rival, César débarque en Égypte à la tête d’une petite armée.
Une nuit dans le désert, César découvre une jeune princesse, réfugiée sous la statue de Râ. C’est Cléopâtre, la reine d’Égypte, âgée de 16 ans, qui partage le trône, selon la coutume ptolémaïque, dynastie lagide et la loi royale, avec son mari Ptolémée qui n’est autre que son jeune frère, âgée de 10 ans. La jeune Cléopâtre a peur de ce drôle de vieux monsieur (il a 52 ans), chauve, au nez busqué, ignorant qui il est. Impressionné par son charme et son caractère, le redoutable conquérant est déterminé à faire d’elle une véritable reine, face à Ptolémée son félon de frère, véritable jouet dans les mains de l’intrigant tuteur Pothinus. Cléopâtre et César partent ensemble pour le palais royal d’Alexandrie où ils sont reçus par Ftatatita, la grande Nounou de la reine. 
Dans la salle du Conseil du Roi, Cléopâtre, revêtue de son habit royal, réalise soudain, quand les gardes romains arrivent et saluent César, que ce vieux monsieur n’est pas le barbare qu’elle croyait. Elle sanglote de soulagement et tombe dans ses bras.
Puis César rencontre le jeune roi Ptolémée avec à ses côtés son tuteur Pothinus, son vieux précepteur Théodotus et Achillas le général des troupes de Ptolémée. César salue tout le monde avec courtoisie et gentillesse, mais exige inflexiblement un tribut qu’il lui est dû et dont le montant déconcerte les Égyptiens. Comme incitation, César dit qu'il va régler le différend entre les demandeurs du trône d'Égypte en laissant Cléopâtre et Ptolémée régner ensemble. Sa solution n’est acceptable pour personne car la rivalité meurtrière entre le frère et la sœur est exacerbée par leur puérilité, chacun revendiquant l’unique pouvoir. La conférence dégénère en conflit, les Égyptiens menaçant une action militaire. César, avec deux légions (trois mille soldats et mille cavaliers), n'a pas peur de l'armée égyptienne mais apprend qu'Achillas commande également une armée d'occupation romaine, laissée après une précédente incursion romaine, qui pourrait submerger son contingent relativement petit.
De plus, César est choqué par l’assassinat brutal de son honorable adversaire, Pompée, qui a eu la tête tranchée, à peine après avoir mis le pied sur le sol égyptien, par un officier romain de l’armée romaine d’occupation, en signe de bonne volonté face aux Romains envahisseurs. César refuse cet esprit de vengeance préférant la clémence pour ses adversaires laissés libres hors du palais, malgré les réticences de Rufio, son aide militaire. Seules Cléopâtre, avec sa suite et Pothinus (pour des raisons personnelles), choisissent de rester avec César. Les autres partent tous. Par mesure de défense stratégique, César charge Rufio d’organiser l’occupation du palais ainsi que le port protégé à son entrée par l'île de Pharos (phare d'Alexandrie), afin d’assurer une sortie pour un retour possible vers Rome. Pour le reste : « l’Égypte aux Égyptiens ! ». À présent qu’elle est devenue reine, Cléopâtre désire pour mari, non pas César trop chauve à son goût mais, ce beau et fort jeune homme qui avait restauré son père sur son trône, lorsqu’elle avait l'âge de douze ans. Cet enthousiasme pour la jeunesse ne flatte guère César qui néanmoins, insensible à la jalousie, fait le bonheur de Cléopâtre en lui promettant de renvoyer en Égypte son fidèle lieutenant, Marc Antoine. Mais, pour l’instant, César doit revêtir son armure et rejoindre Pharos. 
Restée seule au palais, Cléopâtre désire rendre visite à César à Pharos. La sentinelle lui dit qu'elle est prisonnière et lui ordonne de rentrer à l'intérieur du palais, tant que César n'aura pas donné l'ordre dans sortir. Désirant faire un cadeau à César, Cléopâtre demande à Apollodorus, un vendeur de tapis, de quitter le palais avec un lourd tapis roulé, pour embarquer dans une petite barque en direction de Pharos.
Arrivée sur place, Apollodorus fait glisser le tapis aux pieds de César qui découvre son contenu majestueux à terre, Cléopâtre. Mais César n’a pas le temps de se réjouir de cette présence, trop préoccupé par les questions militaires, pour lui accorder toute son attention. La situation s'aggrave car l'ennemi contrôle maintenant le port occidental et se rapproche rapidement de l'île. Nager vers un navire romain dans le port oriental devient l'unique possibilité d'évasion. Apollodorus plonge aussitôt et César le suit, après avoir ordonné à Rufio de jeter Cléopâtre dans l’eau afin qu’elle puisse s’accrocher pendant qu’il nage en sécurité. 
Depuis six mois le palais est assiégé. Cléopâtre et Pothinus, prisonnier de guerre, se disputent sur ce qui se passera lorsque César retournera à Rome. Leurs positions sont antagoniques. Cléopâtre déclare que Mithridate de Pergame arrivera avec des renforts pour sauver César et ainsi elle régnera seule sur l’Égypte. Renvoyé, Pothinus se confie maladroitement à Ftatatita, déclarant que Cléopâtre a vendu son pays à ce Romain et « tant que je vivrai, elle ne gouvernera pas ».
Durant un dîner sur le toit du palais, en présence de Cléopâtre, Pothinus ose dire à César que sa protégée n’est qu’une traîtresse qui n'utilise César que pour l'aider à gagner le trône égyptien. César considère cela comme un motif naturel et ne se sent pas offensé pour autant, tout en raccompagnant Pothinus, le temps que, furieuse et enragée par les allégations de Pothinus, Cléopâtre ordonne secrètement à sa nourrice, Ftatatita, de le tuer. 
Le repas peut reprendre, pour être par la suite, interrompue par un cri, suivi d'un bruit sourd : Pothinus a été assassiné et son corps jeté du toit sur la plage. Les Égyptiens assiégeants, civils et militaires, sont enragés par le meurtre de Pothinus, qui était un héros populaire, et ils commencent à prendre d'assaut le palais. Cléopâtre revendique le meurtre et César lui reproche de se venger à courte vue, soulignant que sa clémence envers Pothinus et les autres prisonniers a tenu l'ennemi à distance. La vengeance de Cléopâtre engendre celle du peuple : « La tête de Pompée est tombée, la tête de César est mûre ! » 
La défaite, semble inévitable, mais des renforts commandés par Mithridate de Pergame retiennent l'armée égyptienne sur les bords du Nil. La menace diminuée, César établit un plan de bataille et part parler aux troupes, abandonnant Cléopâtre à son sort. Pendant ce temps, Rufio réalisant que Ftatatita était l’assassin de Pothinus, il la tue à son tour. Cléopâtre, laissée seule et complètement perdue, découvre le corps ensanglanté dissimulé derrière un rideau. 
En plein midi. Fête et parade sur l’esplanade, devant le palais. César se prépare à partir pour Rome. Ses forces ont balayé les armées de Ptolémée dans le Nil et Ptolémée lui-même s'est noyé lorsque sa barque a chaviré. César nomme Rufio gouverneur romain de la province. Et tandis qu’il est prêt à monter sur la passerelle du bateau, Cléopâtre arrive, tout de noir vêtue, pour le deuil de sa nourrice. Elle accuse Rufio d'avoir assassiné Ftatatita. Rufio revendique le meurtre non pas esprit de vengeance mais parce que cette tigresse constituait une menace potentielle pour César lui- même. Celui-ci approuve l'exécution car, faite de manière naturelle, il n’en éprouve aucune horreur. Cléopâtre reste stoïque face à César, jusqu'à tomber dans ses bras lorsqu’il lui renouvelle sa promesse d'envoyer Marc Antoine en Égypte. Cléopâtre voyant le vaisseau de César prendre le large, laisse ses larmes couler, tandis que les soldats romains crient « Ave César ! Ave César ! ». 
Source : César et Cléopâtre de George Bernard Shaw – Éditions Aubier-Montaigne - Quai de Conti, no 13 – Paris (VIe)- ASIN : B0000DMLTY

## Reprise de la pièce en 1957
- Création le 16 janvier 1957 : Théâtre Sarah-Bernhardt (Paris)
- Traduction - version française : Henriette et Augustin Hamon
- Adaptation : Jean Marsan
- Mise en scène : Jean Le Poulain
- Scénographie et Costumes : Jacques Noël
- Réalisations scéniques : Roger Harth
- Musique originale : Yves Claoué
- Production :  Théâtre Sarah-Bernhardt (Paris)

Distribution
- Jean Leuvrais : le dieu Râ
- Françoise Spira : Cléopâtre
- Jean Marais : César
- Tristan Sévère : Belzanor
- Jacques Perrin : Ptolémée, le jeune roi
- Mona Dol : Ftatatita, la servante de Cléopâtre
- Pierre Palau : Pothinus, le tuteur du roi
- André Wheatley : le Nubien, esclave noir
- Jean-Paul Belmondo : soldat romain
- Bernard Noël : Rufio, l’aide militaire de César
- Jacques Ciron : Theodotus, le précepteur du roi
- Jean Ozenne : Britannus, le secrétaire de César
- François Chaumette : un soldat
- Pierre Devilder : le centurion

## Visage masqué
Le succès de Pygmalion (autre pièce de George Bernard Shaw) donne des idées aux directeurs de théâtre, et notamment en 1956, à André Jullien, directeur du théâtre Sarah-Bernhard (actuel Théâtre de la Ville). Ce dernier propose à Jean Marais de venir chez lui jouer le rôle de César dans la pièce de George Bernard Shaw César et Cléopâtre avec Françoise Spira dans le rôle de Cléopâtre, dans une mise en scène de Jean Le Poulain, jeune acteur qui fera carrière. L’idée plaît d’autant plus à Marais qu’il s’agit d’un Jules César vieillissant. Or le comédien commence à en avoir assez de jouer les jeunes premiers. À plus de quarante ans il estime, certainement à raison, qu’il lui faut jouer des rôles plus en adéquation avec son âge. Les répétitions sont commencées depuis un mois et la générale a lieu dans quelques jours. Dans sa loge, devant un buste de César en marbre, Marais travaille son masque durant des heures. Il se fait une tête d’empereur romain vieillissant, le nez busqué, allant jusqu’à se raser partiellement la tête, au point d’être méconnaissable. André Jullien s’inquiète : « Je n’ai pas engagé Jean Marais pour qu’il devienne laid et vieux ! …. » Marais lui répond : « Il faut rendre à César ce qui est à César». Le soir de la première,  Marais entre en scène, dos au public, parce qu’il parle au Sphinx qui se trouve devant lui et lorsque l’acteur se retourne, face au public, son apparence et sa voix ont tellement changé, qu’un spectateur du premier rang s’exclame : « Ce n’est pas Jean Marais qui joue ! » Commentaire de l’acteur, aux anges : « C’est le plus beau compliment qu’on m’ait jamais fait !. »
Sa prestation sera saluée unanimement. Gérard Philipe viendra le féliciter chaleureusement : « Merci ! Tu nous montres la voie d’un jeune premier vers les rôles de caractère ». Philipe, étant, lui aussi, du fait de sa grande beauté, abonné aux rôles de jeunes premiers, entreverra une brèche, grâce à Marais. Cocteau, regardant son protégé dira aussi : « Sa beauté lui nuisait comme nuisent tous les privilèges. Il la burina et dans son mépris des chemins faciles, il alla, dans César et Cléopâtre de G.B. Shaw, jusqu’à précéder son destin, à figurer les prestiges qu’il pourrait un jour mettre au service d’un autre âge »,. 

## Visages révélés
C’est à l’occasion du concours de sortie du conservatoire que Jean Le Poulain avait repéré Jean-Paul Belmondo. « C’était visiblement une « nature », écrira-t-il dans ses Mémoires, mais il avait trop de fantaisie, trop de caractère, et il n’était pas bien « vu » par les membres du jury. »
Engagé pour César et Cléopâtre, Le Poulain dit de lui : « Dans une courte scène, un jeune acteur athlétique explosait littéralement dans un rôle de centurion ». Jean-Paul jouait, en effet, le rôle d’un légionnaire de seconde classe faisant office de sentinelle, mais d’une sentinelle peureuse et incapable d’obéir aux ordres.  « C’était un rôle épisodique mais qui me plaisait beaucoup et me convenait bien, écrira plus tard le comédien . Tous les soirs, je faisais rire la salle de bon cœur et me taillais un succès personnel disproportionné à l’importance du rôle. Il n’était pas rare que des spectateurs curieux viennent me voir dans les coulisses, à la fin du spectacle, pour s’enquérir de mon identité et de mon curriculum vitae. Je ne leur signais pas encore des autographes, mais leurs visites me faisaient du bien ».
En plus de ces chaleureuses rencontres avec le public, Belmondo pouvait compter sur la sympathie de Marais, se souvenant qu’ «il était charmant et riait beaucoup pendant la scène où François Chaumette, Bernard Noël et moi faisions des pitreries ».
Outre Bernard Noël et Jacques Ciron, la distribution comprenait un certain Jacques Simonet (âgé de 15 ans) qui, dans le rôle du jeune frère de Cléopâtre, faisait ses débuts de comédien après un rapide passage par le conservatoire. Le jeune homme deviendra célèbre quelques années plus tard sous le pseudonyme de Jacques Perrin.
Sous la houlette de Jean Le Poulain, toute la troupe s’entendait à merveille et l’ambiance était très décontractée. Cette bonne entente est réelle lorsque l’on revoit les images de l’époque de l’émission de télévision de Jean Nohain, 36 chandelles, durant laquelle Marais et Spira, en costumes, sont invités à présenter leurs partenaires, en costumes également. Quand arrive le tour de Belmondo, Marais lance : « Monsieur Jean-Paul Belmondo joue un légionnaire romain de deuxième classe … avec énormément de talent ! »
Cette séquence de quelques secondes, diffusée en direct sur l’unique chaîne de la Radiodiffusion-Télévision française (RTF), le lundi 4 février 1957, marque la première apparition de Belmondo à la télévision.

## Adaptation cinématographique
César et Cléopâtre (titre original: Caesar and Cleopatra) est un film britannique réalisé par Gabriel Pascal, sorti en 1945, selon un scénario et les dialogues de George Bernard Shaw ; avec Vivien Leigh (Cléopâtre), Claude Rains (César), Stewart Granger  (Apollodorus), Flora Robson (Ftalateeta)